# Dorothea Charlotte av Brandenburg-Ansbach
Dorothea Charlotte av Brandenburg-Ansbach, född 1661, död 1705, var lantgrevinna av Hessen. Hon var dotter till markgreve Albrekt II av Brandenburg-Ansbach och Sophie Margarete av Oettingen-Oettingen. Hon gifte sig 1687 med Ernst Ludvig av Hessen-Darmstadt.

## Biografi
Dorothea Charlotte var pietist och utövade under de första åren av äktenskapet inflytande över Ernst Ludvigs politik i religiösa frågor. Hon gav sitt stöd åt Philipp Jacob Spener.  
Barn: 
1. Ludvig VIII av Hessen-Darmstadt, född 1691, död 1768.
2. Karl Wilhelm av Hessen-Darmstadt, född 1693, död 1707.
3. Franz Ernst av Hessen-Darmstadt, född 1695, död 1717.
4. Fredrika Charlotta av Hessen-Darmstadt född 1698, död 1777, gift med Maximilian av Hessen-Kassel född 1689.